# Squadra di calcio

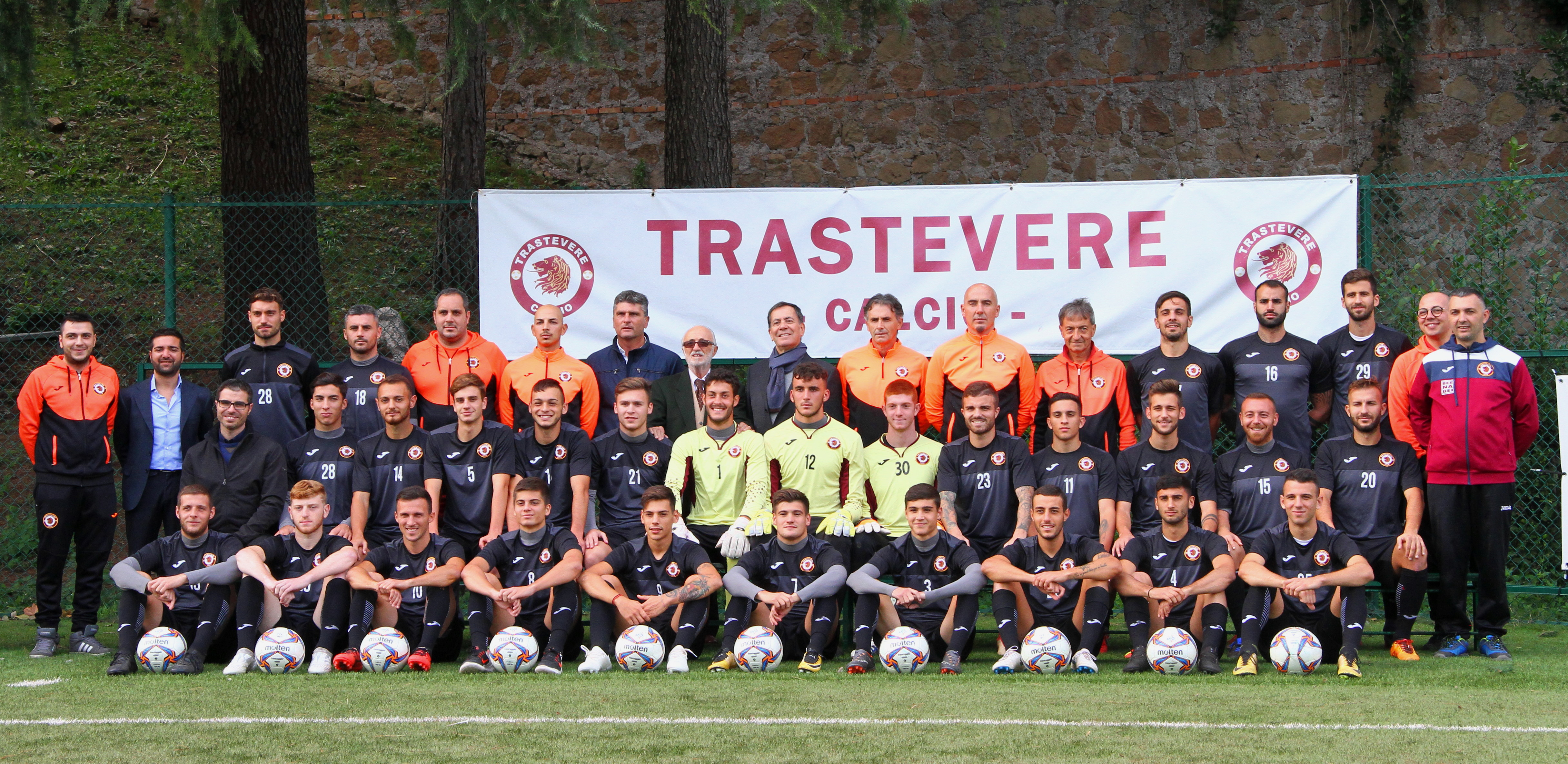
La rosa di una squadra di calcio (nell'immagine è ritratta quella del Trastevere Calcio), in cui figurano i giocatori e i componenti degli staff tecnico e dirigenziale.

Una squadra di calcio è un'associazione con finalità sportive, il cui scopo è l'insegnamento e la pratica del gioco del calcio.
Denominata anche "società calcistica" oppure "club calcistico", l'espressione include in sé anche tutti quegli aspetti di organizzazione sportiva, amministrativa e dirigenziale legati alla gestione manageriale e al settore tecnico.
In genere, analogamente agli altri sport, si distingue tra club dilettantistici e club professionistici. Un club può occuparsi solo di calcio oppure essere parte di una più ampia società polisportiva.
Le figure professionali tipicamente presenti nelle società calcistiche, specialmente in quelle professionistiche. 

## Presidente
Il presidente della società calcistica è la figura principale, così come in qualunque società, azienda o industria. Tipicamente egli si avvale di numerosi collaboratori sia per l'area tecnica, sia per quella manageriale.

## Amministratore delegato
L'Amministratore delegato (abbreviato "AD"; in inglese Chief Executive Officer, "CEO", ovvero capo direttore esecutivo) di una società di calcio è uno stretto collaboratore del presidente. Ha potere di rappresentanza e di firma. Spesso questa carica è assunta da un vicepresidente o da un Direttore generale visto che, in mancanza del presidente, ne fa le veci.

## Direttore generale
Il Direttore generale (abbreviato "DG") ha un ruolo che spesso collima con la figura dell'Amministratore Delegato (abbreviato "AD"), tanto che presenta i resoconti finanziari, collabora e si interfaccia con la proprietà; talvolta si occupa insieme al Direttore sportivo anche delle operazioni di mercato. È una figura a carattere esclusivamente dirigenziale e non tecnico.

## Direttore sportivo
Il Direttore sportivo (abbreviato "DS") è colui che si occupa dei rapporti tra tesserati e società e si interfaccia con le altre società calcistiche in sede di calciomercato. Deve saper gestire le richieste dello staff tecnico in accordo col budget fissato dalla proprietà.
Inoltre deve tenere sotto controllo tutti gli aspetti contrattuali inerenti ai tesserati appartenenti alla sezione tecnica. In Italia deve essere iscritto ad un apposito albo, previa partecipazione a specifico corso di formazione.

## Direttore tecnico
Il Direttore tecnico (abbreviato "DT") è abilitato alla conduzione tecnica della squadra di calcio e gli compete la collaborazione con gli altri componenti dello staff (allenatori, amministratori e collaboratori).

## Allenatore
L'allenatore è colui che gestisce la squadra e coordina tutti i componenti dello staff tecnico. Decide la tattiche e i giocatori da schierare in campo. Sin dai Campionati Dilettantistici, per esercitare necessita di essere iscritto al Settore tecnico e munito di regolare "patentino". In Italia, l'allenatore è tutelato dall'Associazione Italiana Allenatori Calcio.
Nel modello anglosassone può ricoprire talvolta anche il ruolo di Direttore Sportivo: il manager d'oltremanica (anche head coach, ovvero capoallenatore) si occupa della pianificazione del mercato (cessione e acquisto delle prestazioni sportive dei calciatori) e della gestione della squadra in toto, collaborando con le altre figure professionali della sfera tecnica.

## Allenatore in seconda
L'allenatore in seconda (o viceallenatore) è il primo collaboratore dell'allenatore e di solito si occupa della seconda squadra (o squadra riserve). È colui che fa le veci del capoallenatore nel caso in cui quest'ultimo sia impossibilitato a scendere in campo (squalifica o indisponibilità).

## Preparatore atletico
Il preparatore atletico ha il compito di allenare i calciatori dal punto di vista atletico: sia per quanto riguarda la forza fisica (lavoro in palestra, in piscina e percorsi specifici), sia dal punto di vista della velocità, della resistenza e dell'equilibrio, ma anche per recuperare rapidamente e completamente da un infortunio o un affaticamento muscolare.
Lavora in stretta collaborazione con l'allenatore.

## Preparatore dei portieri
È colui che si occupa dell'allenamento specifico dei portieri, solitamente sotto la supervisione dell'allenatore.
Il preparatore può essere figura abilitata, dopo aver frequentato con successo l'apposito e specifico corso del Settore tecnico.

## Medico sportivo
È il professionista che, iscritto all'albo dei medici, si occupa della salute degli atleti in rosa.

## Mental coach
Dagli anni duemila molte squadre, non solo professionistiche, si avvalgono di una figura professionale che vada ad occuparsi non dell'aspetto fisico e atletico dei calciatori, bensì della sfera mentale e psicologica. Il mental coach (inglese, allenatore della mente) è un preparatore a tutti gli effetti, facente parte dell'organigramma societario e collabora con il capoallenatore, alle dipendenze del Direttore tecnico.

## Fisioterapista
Il fisioterapista è il professionista che, iscritto all'albo e quindi avente qualifica, aiuta gli atleti a prevenire gli infortuni e gestisce l'eventuale recupero da essi.

## Osservatore
L'osservatore, o scout, è una persona che ha l'incarico di monitorare il parco calciatori, non solo giovanile, e il parco allenatori di riferimento. Lavora alle dipendenze del direttore sportivo e, in qualche caso, ha come figura di riferimento il capo area "Scouting". La sua attività può essere a livello locale come internazionale, a seconda del livello della società.
In Italia dal 2009 è presente la Roitalia, associazione osservatori calcistici: è stata la prima realtà a formare e a dare consulenza agli osservatori calcistici italiani.

## Calciatore
Il calciatore è l'atleta facente parte della rosa. In Italia è tutelato ed assistito dalla Associazione Italiana Calciatori, che si occupa sia dei professionisti, sia dei dilettanti.

## Vivaio
Le squadre professionistiche (ma anche quelle dilettanti) hanno tipicamente un vivaio, ovvero un Settore Giovanile, dove reclutano e fanno crescere i propri talenti fino eventualmente a portarli in prima squadra.